# Världsmästerskapet i amerikansk fotboll för herrar
Världsmästerskapet i amerikansk fotboll för herrar är en internationell tävling mellan landslag i amerikansk fotboll som pågått sedan 1999. Tävlingarna arrangeras av International Federation of American Football (IFAF) och äger rum vart fjärde år. De två första mästerskapen vanns av Japan. Noterbart är dock att USA, som vann det tredje och fjärde mästerskapet, inte deltog i de två första. 2015 var det först tänkt att turneringen skulle spelats i Stockholm i Sverige, men när VM-bolaget inte klarade finansieringen flyttades turneringen i stället till Canton i Ohio i USA. 2019 ordnades inget världsmästerskap för herrar, utan det bestämdes om att nästa mästerskap hålls i Australien 2023. Den ursprungliga tanken hade varit att hålla VM 2019 just i Australien.

## Världsmästerskapet i amerikansk fotboll 1999-2015
| Årtal | Värdnation | Guldmedalj | Silvermedalj | Bronsmedalj | Anmärkningar                     |
| ----- | ---------- | ---------- | ------------ | ----------- | -------------------------------- |
| 1999  | Italien    | Japan      | Mexiko       | Sverige     | USA deltog ej.                   |
| 2003  | Tyskland   | Japan      | Mexiko       | Tyskland    | USA deltog ej.                   |
| 2007  | Japan      | USA        | Japan        | Tyskland    |                                  |
| 2011  | Österrike  | USA        | Kanada       | Japan       |                                  |
| 2015  | USA        | USA        | Japan        | Mexiko      | först tänkt att spelas i Sverige |

## Deltagare
| Land       | 1999 | 2003 | 2007 | 2011 | 2015 |
| ---------- | ---- | ---- | ---- | ---- | ---- |
| Australien | 5    | -    | -    | 8    | 5    |
| Brasilien  | -    | -    | -    | -    | 7    |
| Finland    | 6    | -    | -    | -    | -    |
| Frankrike  | -    | 4    | 6    | 6    | 4    |
| Italien    | 4    | -    | -    | -    | -    |
| Japan      | 1    | 1    | 2    | 3    | 2    |
| Kanada     | -    | -    | -    | 2    | -    |
| Mexiko     | 2    | 2    | -    | 4    | 3    |
| Sverige    | 3    | -    | 4    | -    | -    |
| Sydkorea   | -    | -    | 5    | -    | 6    |
| Tyskland   | -    | 3    | 3    | 5    | -    |
| USA        | -    | -    | 1    | 1    | 1    |
| Österrike  | -    | -    | -    | 7    | -    |

## Medaljligan
| Land     | Guld | Silver | Brons | Totalt |
| -------- | ---- | ------ | ----- | ------ |
| USA      | 3    | -      | -     | 3      |
| Japan    | 2    | 2      | 1     | 5      |
| Mexiko   | -    | 2      | 1     | 3      |
| Kanada   | -    | 1      | -     | 1      |
| Tyskland | -    | -      | 2     | 2      |
| Sverige  | -    | -      | 1     | 1      |

### Fotnoter
1. ↑  ”VM-festen som ställdes in”. Göteborgsposten. 15 juli 2015. Arkiverad från originalet den 5 mars 2016. https://web.archive.org/web/20160305010638/https://www.gp.se/sport/1.2777033-vm-festen-som-stalldes-in. Läst 5 augusti 2015.
2. ↑  IFAF Postpones World Championships until 2023. American Football International 6 december 2018. Läst 18 augusti 2019.